# Transceptor

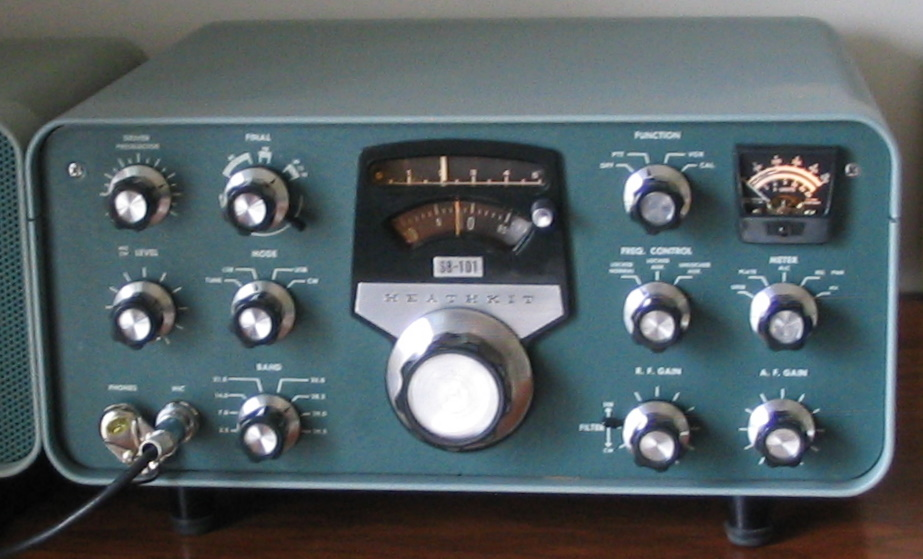
Popular als anys 60. el transceptor amateur Heathkit SB-101 es va vendre com a kit de ràdio

En comunicació per ràdio, un transceptor és un dispositiu electrònic que és una combinació d'un transmissor de ràdio i un receptor, d'aquí el nom. Pot transmetre i rebre ones de ràdio mitjançant una antena, amb finalitats de comunicació. Aquestes dues funcions relacionades sovint es combinen en un únic dispositiu per reduir els costos de fabricació. El terme també s'utilitza per a altres dispositius que poden transmetre i rebre a través d'un canal de comunicacions, com ara transceptors òptics que transmeten i reben llum en sistemes de fibra òptica, i transceptors de bus que transmeten i reben dades digitals en busos de dades informàtics.

## Descripció

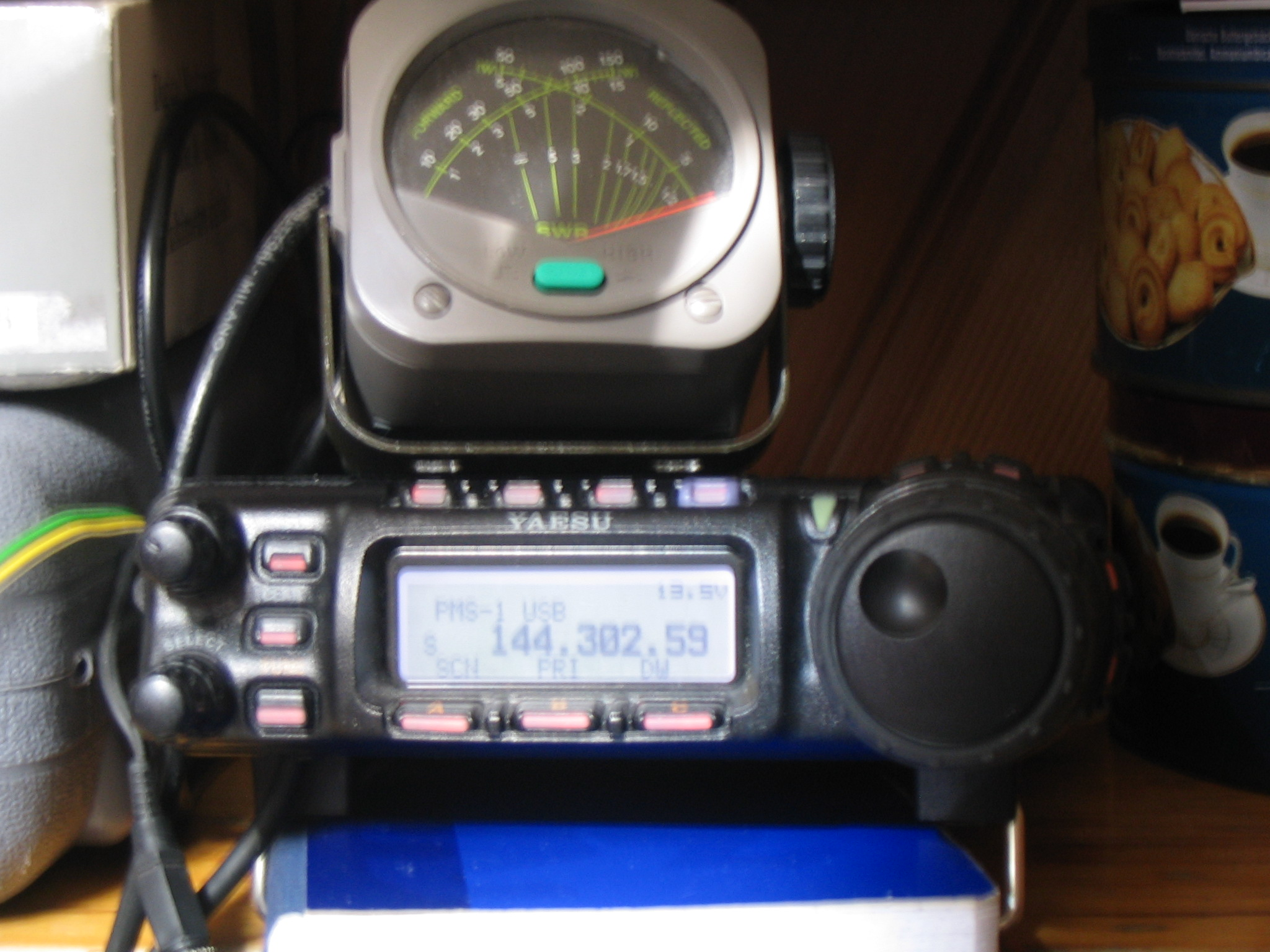
Transceptor multibanda de radioaficionat 100W Yaesu FT-857D (2004)

Els transceptors de ràdio s'utilitzen àmpliament en dispositius sense fil. Un ús important és a les equips bidireccionals, que són transceptors utilitzats per a la comunicació de veu bidireccional de persona a persona. Alguns exemples són els telèfons mòbils, que transmeten i reben les dues cares d'una conversa telefònica mitjançant ones de ràdio a una torre mòbil, els telèfons sense fil en els quals tant l'auricular del telèfon com l'estació base tenen transceptors per comunicar ambdós costats de la conversa, i la ràdio mòbil terrestre. sistemes com walkie-talkies i ràdios CB. Un altre ús important és en mòdems sense fil en dispositius informàtics mòbils en xarxa, com ara ordinadors portàtils, tauletes i telèfons mòbils, que transmeten dades digitals i reben dades d'un encaminador sense fil. Les aeronaus porten transceptors de microones automatitzats anomenats transponders que, quan són activats per microones d'un radar de control de trànsit aeri, transmeten un senyal codificat al radar per identificar l'avió. Els transponedors de satèl·lit dels satèl·lits de comunicació reben dades de telecomunicacions digitals d'una estació terrestre de satèl·lit i les retransmeten a una altra estació terrestre.

## Història

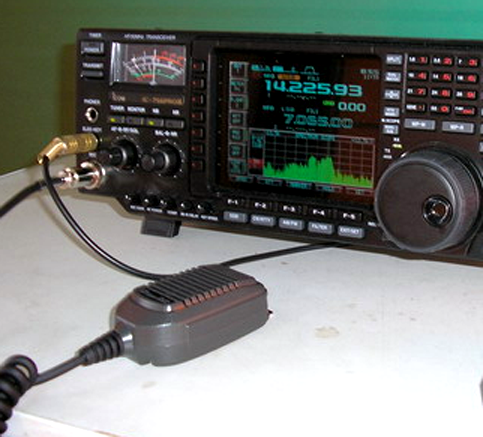
Un modern transceptor HF amb un analitzador d'espectre i capacitats DSP

El transceptor va aparèixer per primera vegada a la dècada de 1920. Abans d'això, els receptors i els transmissors es fabricaven per separat i els dispositius que volien rebre i transmetre dades requerien ambdós components. Gairebé tots els equips de ràdio amateur avui en dia són transceptors, però hi ha un mercat actiu per a receptors de ràdio purs, que són utilitzats principalment pels operadors d'escolta d'ona curta 

### Analògics
Els transceptors analògics utilitzen modulació de freqüència per enviar i rebre dades. Encara que aquesta tècnica limita la complexitat de les dades que es poden transmetre, els transceptors analògics funcionen de manera molt fiable i s'utilitzen en molts sistemes de comunicació d'emergència. També són més barats que els transceptors digitals, cosa que els fa populars entre les comunitats de ràdio CB i HAM.

### Digitals
Els transceptors digitals envien i reben dades binàries per ones de ràdio. Això permet que es puguin transmetre més tipus de dades, com ara vídeo i comunicació xifrada, que s'utilitzen habitualment per la policia i els bombers. Les transmissions digitals solen ser més clares i detallades que les seves contraparts analògiques. Molts dispositius sense fil moderns funcionen amb transmissions digitals.

## Ús

### Telefonia

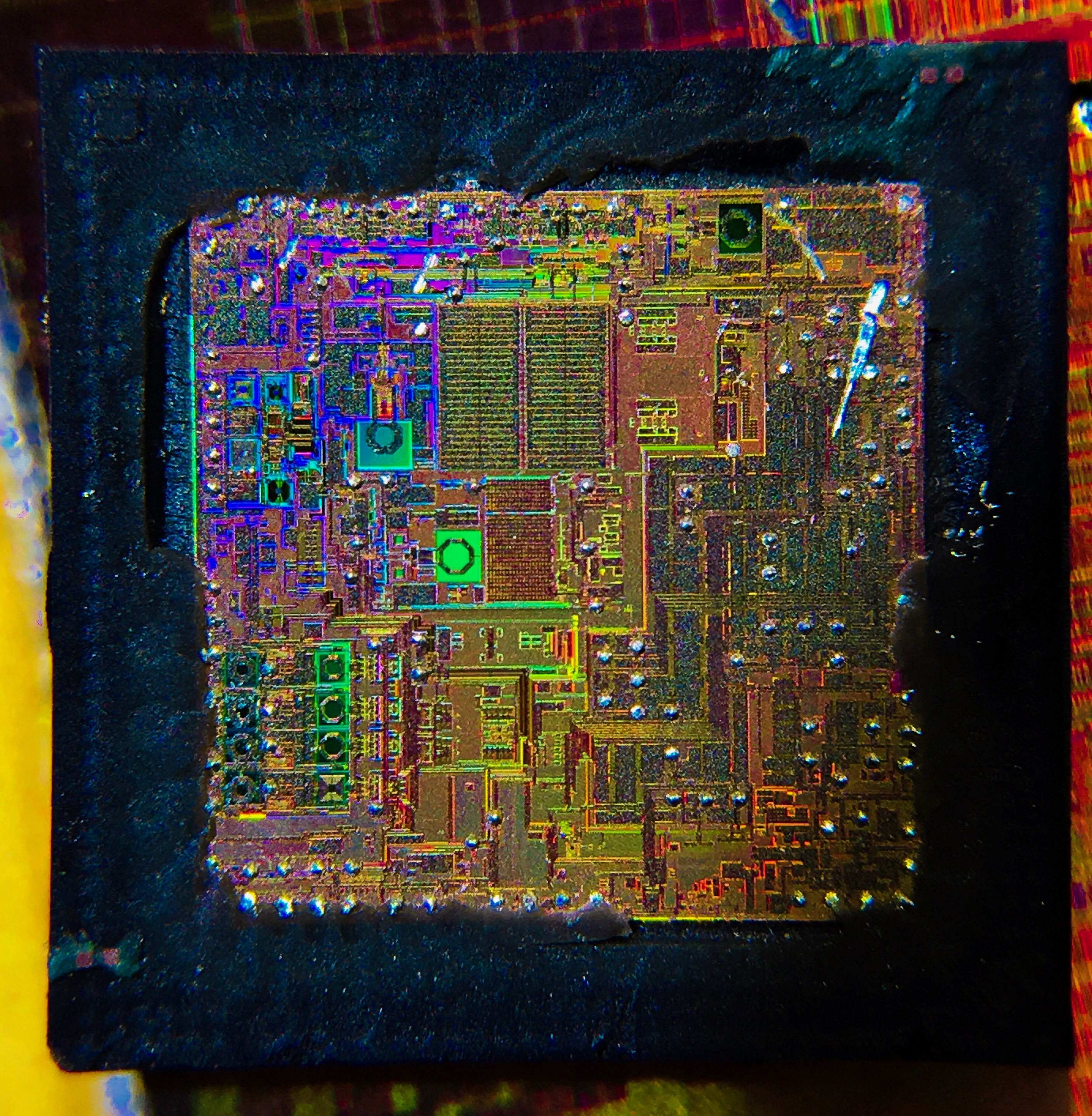
Un circuit integrat sense caps d'un transceptor utilitzat en dispositius de comunicació portàtils i equips de ràdio com a extensió de mòdem. Els filtres de pas a la matriu són visibles.

En un telèfon amb cable, l'auricular conté l'emissor (per parlar) i el receptor (per escoltar). Tot i poder transmetre i rebre dades, col·loquialment es coneix com a "receptor" tota la unitat. En un telèfon mòbil o un altre radiotelèfon, tota la unitat és un transceptor.
Un telèfon sense fil utilitza un transceptor d'àudio i ràdio per al telèfon i un transceptor de ràdio per a l'estació base. Si s'inclou un altaveu en una base de telèfon amb cable o en una estació base sense fil, la base també es converteix en un transceptor d'àudio.
Un mòdem és similar a un transceptor perquè envia i rep un senyal, però un mòdem utilitza modulació i demodulació. Modula el senyal que es transmet i demodula el senyal que es rep.

### Ethernet

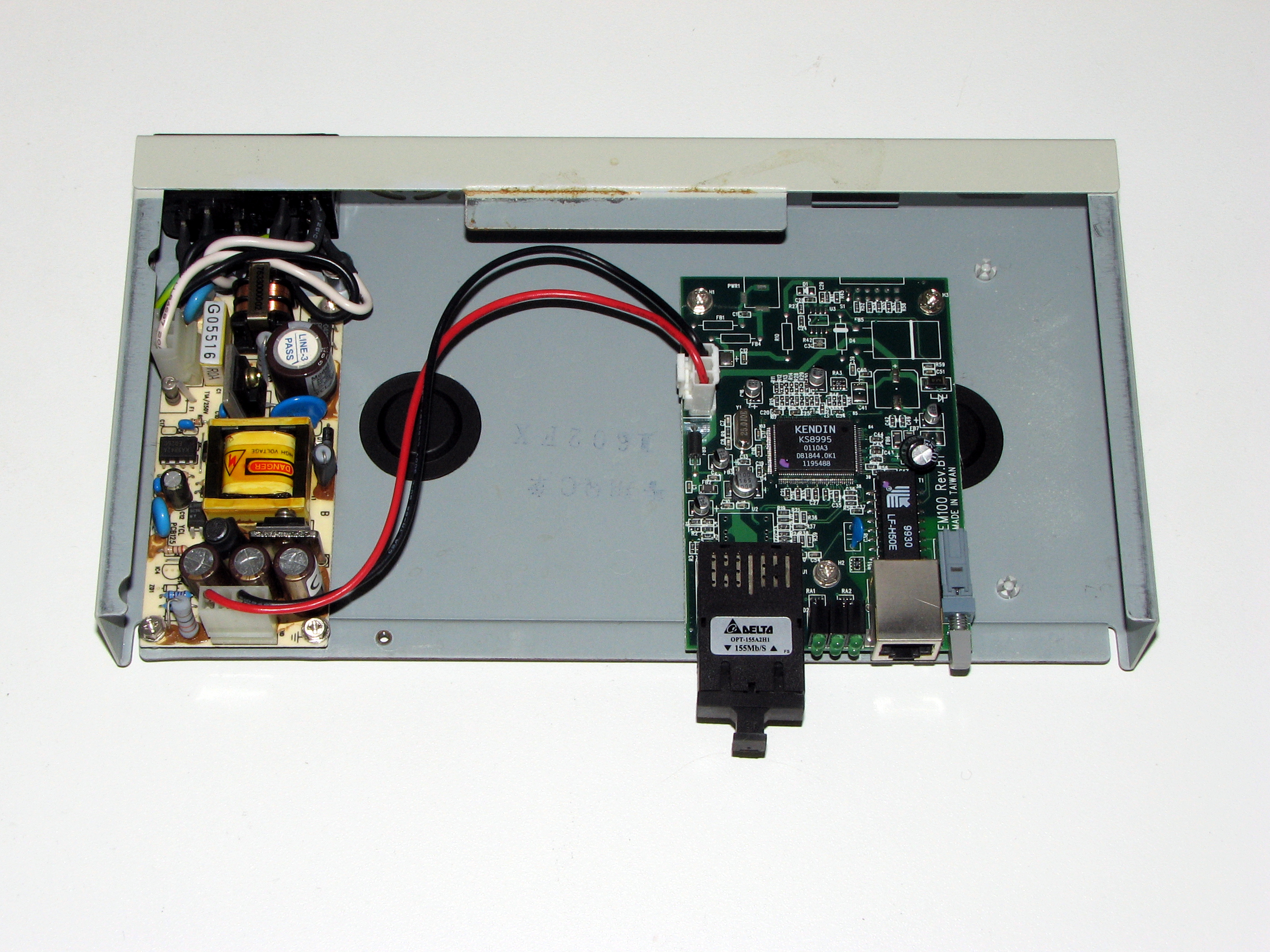
100BASE-TX connectat a un transceptor 100BASE-FX

Els transceptors s'anomenen unitats d'acoblament mitjà ( MAU ) als documents IEEE 802.3 i s'utilitzaven àmpliament a les xarxes Ethernet 10BASE2 i 10BASE5. Gigabit de fibra òptica, 10 Gigabit Ethernet, 40 Gigabit Ethernet i 100 Gigabit Ethernet utilitzen sistemes transceptors GBIC, SFP, SFP+, QSFP, XFP, XAUI, CXP i CFP.

## Regulacions
Com que els transceptors són capaços de transmetre informació a través d'ones, han de complir diverses regulacions. Als Estats Units, la Comissió Federal de Comunicacions supervisa el seu ús. Els transceptors han de complir certs estàndards i capacitats en funció de l'ús previst, i els fabricants han de complir aquests requisits. Tanmateix, els usuaris poden modificar els transceptors per violar les regulacions de la FCC. Per exemple, es poden utilitzar per emetre en una freqüència o canal al qual no haurien de tenir accés. Per aquest motiu, la FCC supervisa no només la producció sinó també l'ús d'aquests dispositius.